# New Shepard
El sistema de llançament reutilitzable New Shepard és un coet tripulat suborbital de tipus VTVL desenvolupat per Blue Origin, una empresa del fundador i empresari d'Amazon.com Jeff Bezos, com a sistema comercial pel turisme espacial suborbital.
El New Shepard pren el nom del primer astronauta estatunidenc, Alan Shepard. El 23 de novembre de 2015, després de realitzar un ascens de 100,5 km (espai exterior), l'accelerador va realitzar amb èxit un aterratge suau vertical propulsat.